# Miroslav Kostka
Miroslav Kostka (3. prosinec 1924 Brumov-Bylnice – 5. dubna 1988 Olomouc) – československý malíř a grafik působící od počátku 50. let do konce 80. let v Prostějově a Olomouci, později v Bazilice Navštívení Panny Marie na Svatém kopečku.

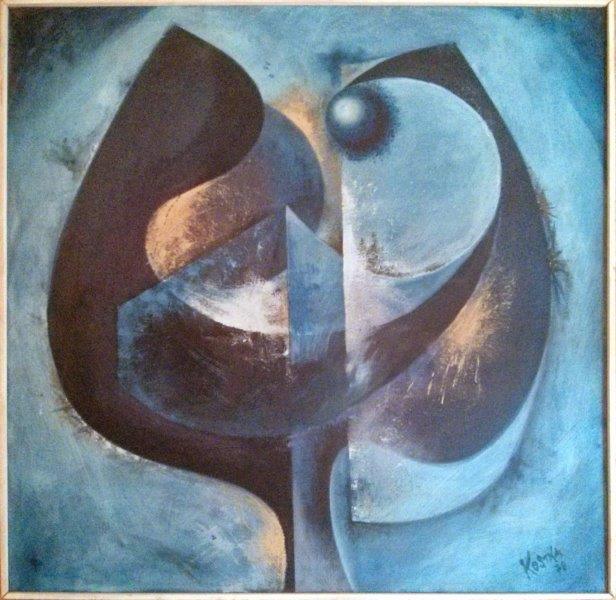
Obraz "Vesmírný přístav" dokončený v roce 1978

## Život
Miroslav Kostka se narodil v Brumově (dnes Brumov-Bylnice), po válce studoval na Státní grafické škole užité grafiky v Praze kde ukončil studium v roce 1950. Ihned po studiu odešel do Olomouckého kraje, kde působil až do své smrti ve svém ateliéru v Olomouci roku 1988.

## Dílo
Velkou část života tvořil v Olomouckém kraji, vytvořil řadu obrazů s "kosmickou" tematikou a cykly obrazů Znějící prostor, Ptačí pevnost, Variace, Gony, Fáze a mnohá další. Většina obrazů je nyní uchována v soukromých sbírkách . Pro vytváření svých obrazů často používal přesné geometrické obrazce a surrealistické výjevy. Jeho obrazy se objevili mimo jiné na výstavách v Janově (1968), Praze (1970), Olomouci (1971).